# Philippe Geniez
Philippe Geniez ( 1960 - ) es un zoólogo, y botánico francés, y profesor en el "Laboratorio de Biogeografía y Ecología de Vertebrados, de la École Pratique des Hautes Études, de Montpellier.

## Algunas publicaciones

### Libros
- philippe Geniez, josé antonio Mateo, michel Geniez, jim Pether. 2004. Amphibians and Reptiles of the Western Sahara. Ed. Serpent's Tale Natural History Book Distributors. 229 pp. ISBN 1885209231

- jean-marc Thirion, pierre Grillet, philippe Geniez. 2002. Les amphibiens et les reptiles du centre-ouest de la France: région Poitou-Charentes et départements limitrophes. Parthénope collection. Ed. Biotope. 144 pp. ISBN 2951037953

- jacques Bons, philippe Geniez, albert Montori. 1996. Amphibians & reptiles of Morocco (including Western Sahara). Ed. Asociación Herpetológica Española. 319 pp. ISBN 8492199903

- philippe Geniez, Pierre Grillet. 1990. Les salamandres et les tritons. Volumen 24 de Atlas visuels. Ed. Payot. 62 pp. ISBN 2601022248

- michel Cambrony, philippe Geniez, marc Cheylan. 1987. Atlas de distribution des reptiles et amphibiens du Languedoc-Roussillon. 10.ª ed. Laboratoire de biogéographie et écologie des vertébrés. 114 pp.

## Honores

### Epónimosenespecies
Animales
- (Buthidae) Mauritanobuthus geniezi Qi & Lourenço 2007

Vegetales
- (Orchidaceae) Ophrys × geniezii Soca[1]

- La abreviatura «Geniez» se emplea para indicar a Philippe Geniez como autoridad en la descripción y clasificación científica de los vegetales.[2]

## Abreviatura (zoología)
La abreviatura Geniez  se emplea para indicar a Philippe Geniez como autoridad en la descripción y taxonomía en zoología.